# شهرستان کالتاسینسکی
شهرستان کالتاسینسکی (به لاتین: Kaltasinsky District) یک شهرستان در روسیه است که در باشقیرستان واقع شده‌است.